# Inscultura

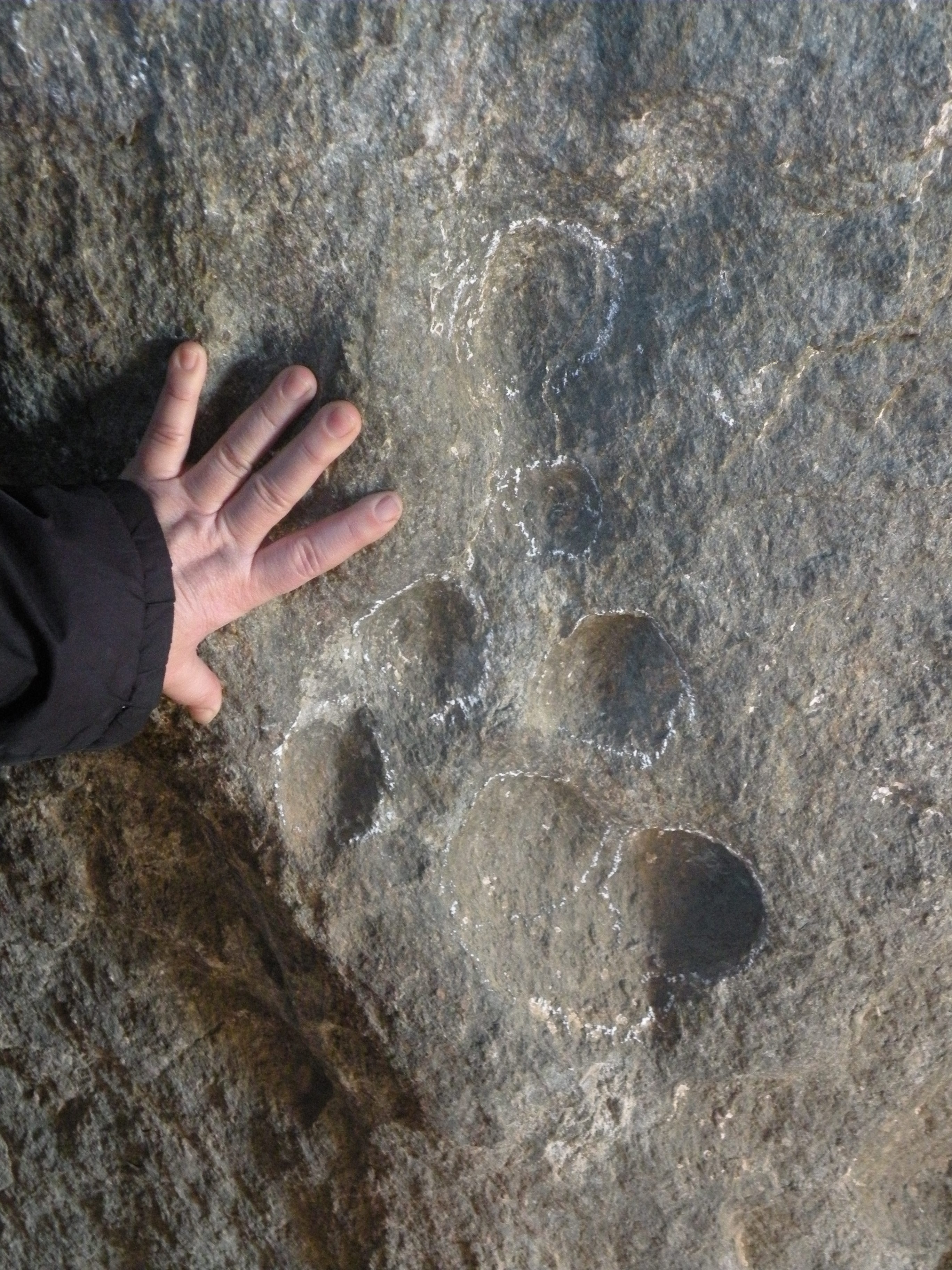
Inscultura en cassoletes el Dolmen de la Creu d'en Cobertella

Una inscultura és un gravat a la pedra o un relleu d'amunt d'un monument megalític (dòlmens, menhirs, cistes). De formes diverses, amb formes antropomòrfiques o cassoletes (forats rodons a la roca) o reguerons que poden tenir solcs que les comuniquen. Les inscultures estan datades entre el període del Neolític final i el Calcolític (entre l’any 3.000 i el 1.200 abans de la nostra era) per tot Europa, i s'han relacionat sempre amb el fenomen del megalitisme.
Una de les roques més conegudes amb inscultures és la Pedra dels Sacrificis al terme municipal de Campmany, a l'Alt Empordà.